# Trophée Luc Robitaille
Trophée Luc Robitaille (ang. Luc Robitaille Trophy) – nagroda przyznawana zespołowi, który zdobył najwięcej bramek w sezonie regularnym w kanadyjskiej lidze juniorskiej w hokeju na lodzie QMJHL. Nagroda została nazwana od hokeisty Luca Robitailla. 

## Lista nagrodzonych
Najwięcej goli na mecz
- 2016–2017: Charlottetown Islanders (4,37)
- 2015–2016: Rouyn-Noranda Huskies (4,38)
- 2014–2015: Moncton Wildcats (4,06)

Najwięcej goli w sumie
- 2013–2014: Val-d’Or Foreurs (306)
- 2012–2013: Halifax Mooseheads (347)
- 2011–2012: Tigres de Victoriaville (311)
- 2010–2011: Saint John Sea Dogs (324)
- 2009–2010: Saint John Sea Dogs (309)
- 2008–2009: Drummondville Voltigeurs (345)
- 2007–2008: Rouyn-Noranda Huskies (294)
- 2006–2007: Cape Breton Screaming Eagles (308)
- 2005–2006: Quebec Remparts (349)
- 2004–2005: Rimouski Océanic (333)
- 2003–2004: Gatineau Olympiques (306)
- 2002–2003: Baie-Comeau Drakkar (319)
- 2001–2002: Baie-Comeau Drakkar (288) i Shawinigan Cataractes (288)